# 老赫尔穆特·冯·毛奇
赫爾穆特·卡爾·貝恩哈特·馮·毛奇（德語：Helmuth Karl Bernhard von Moltke，1800年10月26日—1891年4月24日），通稱老毛奇，普鲁士和德意志帝国将领、軍事家，长期担任德国總參謀長，军衔陸軍元帥。
毛奇生于梅克倫堡帕爾希姆一个军事貴族家庭，其家於1805年移居丹麥石勒蘇益格-荷爾斯泰因的呂貝克（今属德國）。他於1818年畢業于哥本哈根皇家軍校，进丹麥軍隊服役。1822年轉入普鲁士軍隊，獲少尉銜。1835年至1839年任奥斯曼土耳其蘇丹軍事顧問。1857年至1888年任普軍和德軍總參謀長，领導指揮德軍參加普丹战争（1864年）、普奥战争（1866年）和普法战争（1870-1871年）。毛奇在色當之戰指挥德军取得決定性勝利，為實現德意志统一作出重大貢獻，受封伯爵並于次年晉升元帥。
1867年到1871年毛奇擔任在北德意志邦聯议会的議員，從1871年到1891年他是德意志帝国议会的成員。1888年毛奇由總參謀長位置上退休，由阿爾弗雷德·馮·瓦德西繼任。毛奇膝下无子，他的侄子赫爾穆特·约翰內斯·路德维希·馮·毛奇（小毛奇）则於1906年至1914年擔任德軍總參謀長。1888年8月9日，毛奇於退役後任國防委員會主席。1891年卒于柏林，享年90岁。

## 早年經歷

### 貴族出身

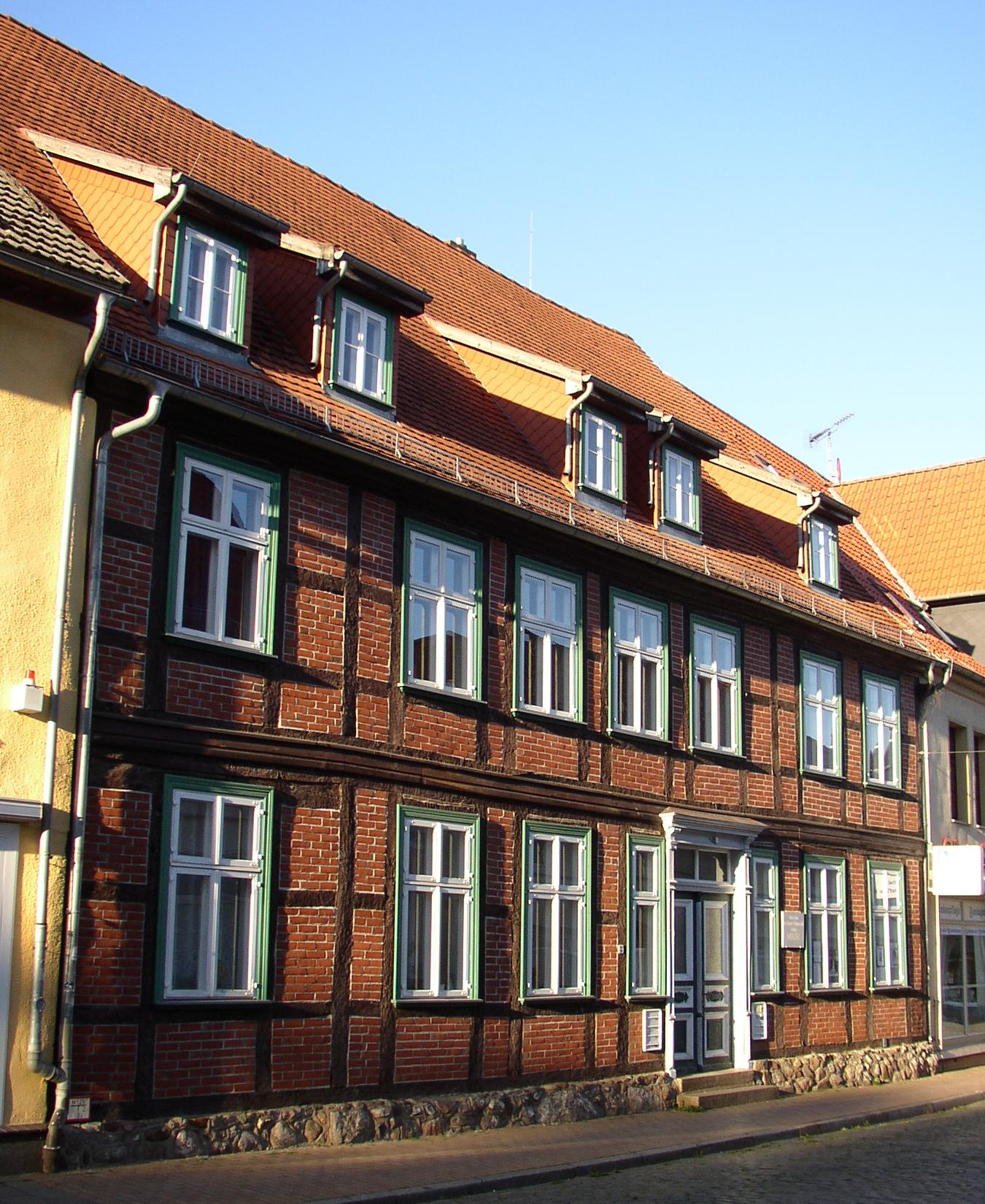
帕希姆的毛奇家宅

毛奇出生于梅克倫堡-施威林公國的帕希姆，他是在丹麦服役的德国中将弗里德里希·菲利普·维克多·冯·毛奇的长子。1805年，他的父亲定居在荷尔斯泰因，但大约在同一时间，法国人烧毁了他的乡间别墅并掠夺了他在吕贝克的联排别墅，他的妻子和孩子在1806年至1807年的第四次反法同盟战争期间就在那里。9岁时，他作为寄宿生被送到荷尔斯泰因的霍恩费尔德，12岁时进入哥本哈根的军校，前往丹麦军队和宫廷。1818年，他成为丹麦国王的侍从和奥尔登堡步兵团的少尉。赫尔穆特·冯·毛奇的二弟阿道夫·冯·毛奇后成为平讷贝格县的行政长官，三弟路易斯·冯·毛奇后成为行政律师以及萨克森-劳恩堡公国的议员。

### 青年軍官
21岁时，毛奇决心进入普鲁士軍隊服役。1822年，他成为驻扎在奥得河畔法兰克福的第8步兵团的少尉。23岁时，他被允许进入普通战争学校（后来称为普鲁士军事学院），在那里他学习了整整三年，于1826年毕业。
一年后毛奇负责奥德河畔法兰克福的一所军校，然后他在西里西亚和波森的军事部门中受雇了三年。1832年，他被借调到柏林的总参谋部服役，1833年他被调往柏林，晋升为中尉。他此时被他的上级视为杰出的军官，包括当时的中将威廉親王。
毛奇在宫廷和柏林最好的社会中受到好评。他的爱好使他喜欢文学、历史研究和旅行。1827年，他出版了短篇小说《两个朋友》。1831年，他写了一篇题为《荷兰和比利时的相互关系》的文章，从菲利普二世时期的分离到威廉一世时期的再統一。一年后，他撰写了《波兰的内部情况和社会状况的记述》，这是一项基于两者的研究阅读和对波兰生活和性格的个人观察。
他精通英语，同時是一位才华横溢的德语作家，因此他于1832年签约将吉本的《罗马帝国衰亡史》翻译成德文，其目的是挣钱买马。在18个月内，他完成了12卷中的9卷，但出版商未能出版完全，因为他沒有完成后25%的翻译。

### 近東服役

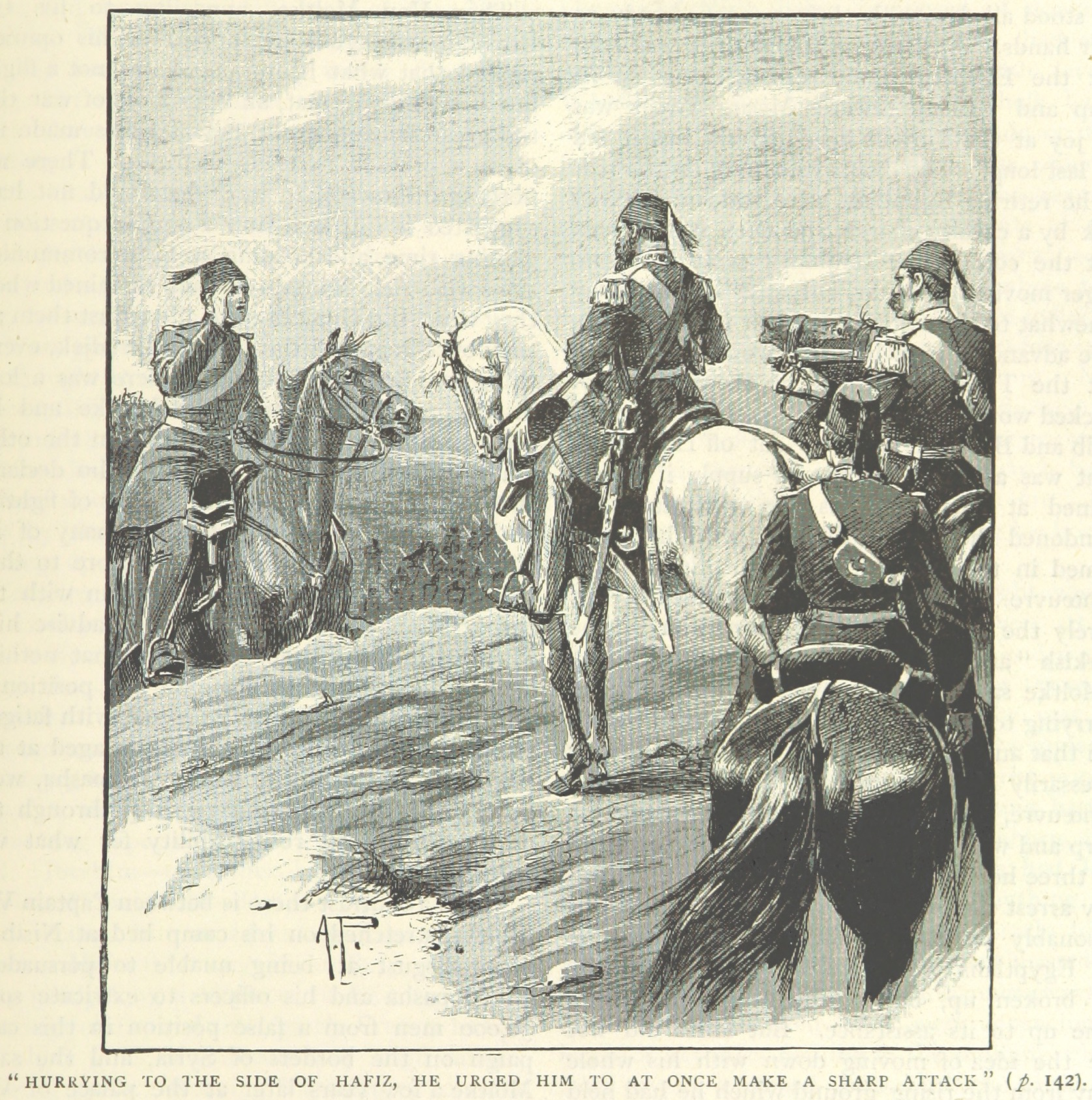
尼濟布戰役的毛奇

1835年，毛奇晋升为上尉，获得了六个月的假期，前往东南欧旅行。在君士坦丁堡短暂停留后，苏丹马哈茂德二世要求他帮助奥斯曼帝国军队现代化，并得到柏林的正式授权，他接受了这一提议。他在君士坦丁堡待了两年，学习土耳其语，并考察了君士坦丁堡、博斯普鲁斯海峡和达达尼尔海峡。他穿越了瓦拉几亚、保加利亚和鲁米利亚，并在海峡两岸进行了许多其他旅行。
1838年，毛奇被派去担任奥斯曼将军在安纳托利亚指挥军队的顾问，后者将与埃及的穆罕默德·阿里展开一场战役。在夏天，毛奇进行了广泛的侦察和调查，在旅途中骑行了数千公里。他在幼发拉底河的激流中航行，并访问且绘制了奥斯曼帝国的许多地区。1839年，军队南下与埃及人作战，但在敌人逼近时，将军拒绝听取毛奇的建议。毛奇辞去参谋职务并负责炮兵。在1839年6月24日的尼济布（今土耳其马尔丁省尼西比斯）战役中，奥斯曼军队被击败。1839年11月7日，他获得了功勛勛章。王室发给参谋长冯·克劳塞内克的信中写道：“我想向总参谋部的冯·文克、菲舍尔和冯·毛奇上尉授予我对他们在土耳其指挥期间的付出感到满意的证明，前两个佩發紅鷹勳章，另一个佩發功勋勋章；并将所附的徽章寄给您，以便将他们交给指定的军官。”毛奇艰难地返回黑海，然后到君士坦丁堡。他的赞助人苏丹马哈茂德二世已经去世，因此他于1839年12月回到柏林，身体状况不佳。
回國后，毛奇出版了他写的一些信件，即关于1835年至1839年土耳其情况和事件的信件。这本书在当时很受欢迎。次年年初，他娶了一位年轻的英国女子玛丽亚·伯莎·海伦娜·伯特，她是约翰·海利格·伯特的女儿，毛奇和夫人是一个幸福的结合，但是他們婚後没有生育孩子。
1840年，毛奇被任命为第4军团的参谋，该军团由普鲁士的卡爾親王指挥，驻扎在柏林，他出版了他的君士坦丁堡地图，并与其他德国旅行者一起出版了新的小亚细亚和关于该地区地理的回忆录。1841年，毛奇與恩斯特·齊格弗里德·米特勒（Ernst Siegfried Mittler）在柏林發表了他的旅行報告，標題為《關於1835至1839年土耳其狀況和事件备忘录》。關於博斯普魯斯海峽上的病夫（Kranker Mann am Bosporus），他說道：
長期以來，限制奧斯曼帝國的发展一直是西方軍隊的任務。如今，歐洲政治關心的似乎是如何讓它繼續存在。
他对铁路着迷，他是汉堡-柏林铁路的首批董事之一。1843年，他发表了文章《决定选择铁路路线时应考虑什么？》甚至在德国开始建造第一条铁路之前，他就注意到了它们的军事潜力，并敦促总参谋部出于动员和后勤原因支持铁路建设。他将所有积蓄都用于投资普鲁士铁路企业，这使他获得了可观的财富。在他担任总参谋部總長的晚年，他将增加一个铁路部门，该部门不像其他许多部门那样具有规划军事行动的任务，而是管理铁路的军事用途。
1845年，毛奇出版了《1828-1829年在欧洲的俄土战爭》，在军事界广受好评。同年，他在罗马担任普鲁士亨利親王的私人副官，这使他得以绘制另一幅永恒之城的地图（出版于1852年）。1848年，在短暂返回柏林总参谋部后，他成为第4军团的参谋长，其总部当时设在马格德堡。他在那里呆了7年，在此期间他升任中校和上校。
1855年，毛奇担任腓特烈·威廉親王（后来的腓特烈三世皇帝）的私人助手和导师，官銜少将。他陪同親王前往英国参加親王的婚礼，并陪同親王前往巴黎和圣彼得堡参加沙皇亚历山大二世的加冕典礼。

## 帝國股肱

### 總參謀長

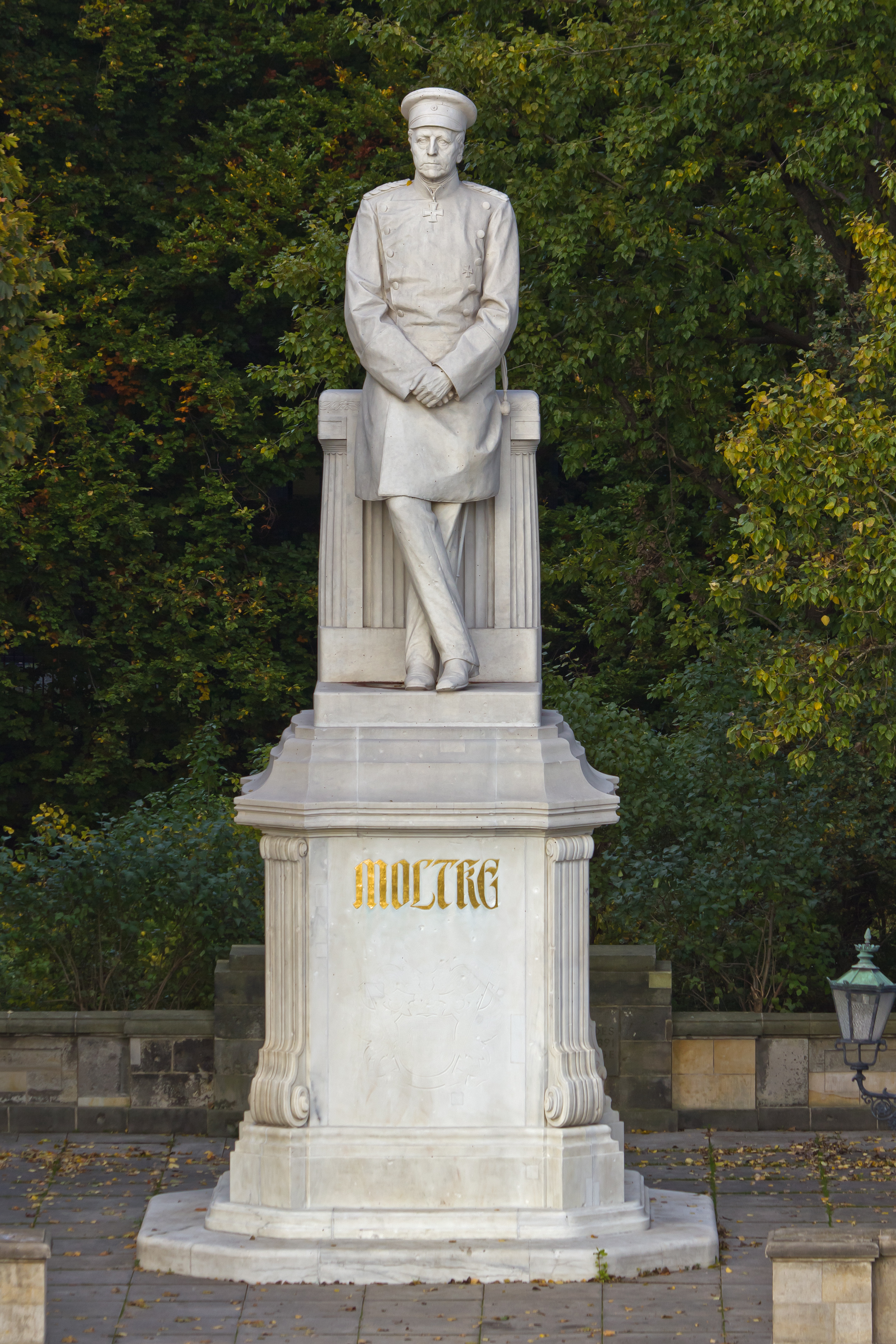
柏林的毛奇像

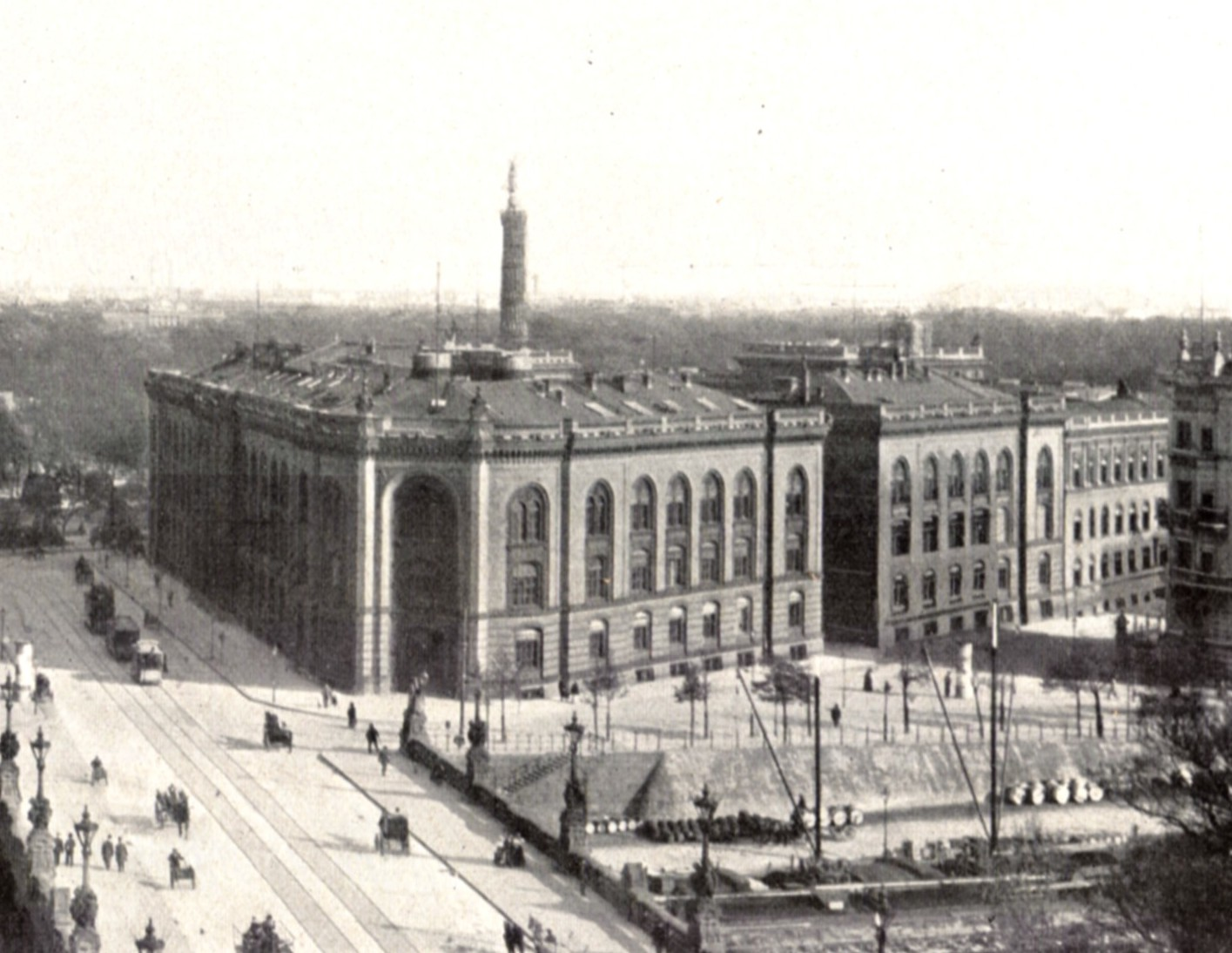
1900年柏林國王廣場上的總參謀部大樓，前面的桥被称为毛奇桥。这些建筑在第二次世界大战中被严重损毁，现已不存

在埃德温·冯·曼托菲尔的建议下，新国王于1857年10月29日任命毛奇为普鲁士总参谋长。他将担任该职位接下来的30年（尽管在德意志帝国成立后，普鲁士总参谋部的头衔改为“大总参谋部”，因为它将在战争期间对德军各支军队进行总体指挥。）他一上任就着手改变普鲁士军队的战略和战术方法：改变武器和通讯方式；参谋人员培训的变化（例如建立参谋乘车）；以及动员军队的方法的变化。他还针对可能需要的竞选计划对欧洲政治进行了正式研究。简而言之，他很快就具备了现代总参谋部的特点。到1860年，他的改革已經完成。
1859年，意大利的奧地利-撒丁战争引发了普鲁士军队的總动员，尽管普鲁士军队并未开战。动员后，军队进行了整编，兵力几乎翻了一番。重组不是毛奇的工作，而是摄政王威廉和战争部长阿尔布雷希特·冯·羅恩的工作。毛奇密切注视着意大利的战役，并在1862年写下了它的詳細記述，这是军事事务中的又一个首创。

### 普丹戰爭
1862年12月，毛奇被要求就与丹麦爭議的军事方面发表意见。他认为困难在于结束战争，因为丹麦军队可能会撤退到这些岛屿，因为丹麦人掌握了制海权，因此无法对其进行攻击。他草拟了一个计划，让丹麦军队在袭击其在石勒苏益格前面的阵地之前扭转其侧翼。他建议，通过这种方式，它的撤退可能会被切断。
1864年2月第二次石勒苏益格战争开始时，毛奇没有随普鲁士军队一起被派往柏林，而是留在了柏林。他的战争计划管理不善，丹麦军队逃到了坦波爾和腓特烈西亞堡垒，每个堡垒都指挥了撤退到海峡对岸的一个岛屿。坦波爾和腓特烈西亞被围困，坦波爾被迅速占领，腓特烈西亞被丹麦人在没有袭击的情况下遗弃——但战争没有结束的迹象。丹麦军队在阿尔斯岛和菲英岛安全。
1864年4月30日，毛奇被派往德意志盟军部队担任参谋长。毛奇意识到了阿尔斯岛和菲英岛的占有。他和弗里德里希·格拉夫·冯·弗兰格尔计划在菲英登陆，6月29日，各营（赫瓦斯·冯·比特顿费尔德的军队的一部分）乘船越过阿尔森河，在丹麦炮台的炮火下登陆，并迅速占领了整个岛屿，远至凯克尼斯半岛。几天后，爱德华·沃格尔·冯·法尔肯斯坦的军队越过林峡湾并占领了日德兰半岛的其余部分，而奥地利人则占领了各个岛屿。丹麦政府对战争的进程感到沮丧，通过签署《维也纳条约》以失败告终。

### 軍事思想

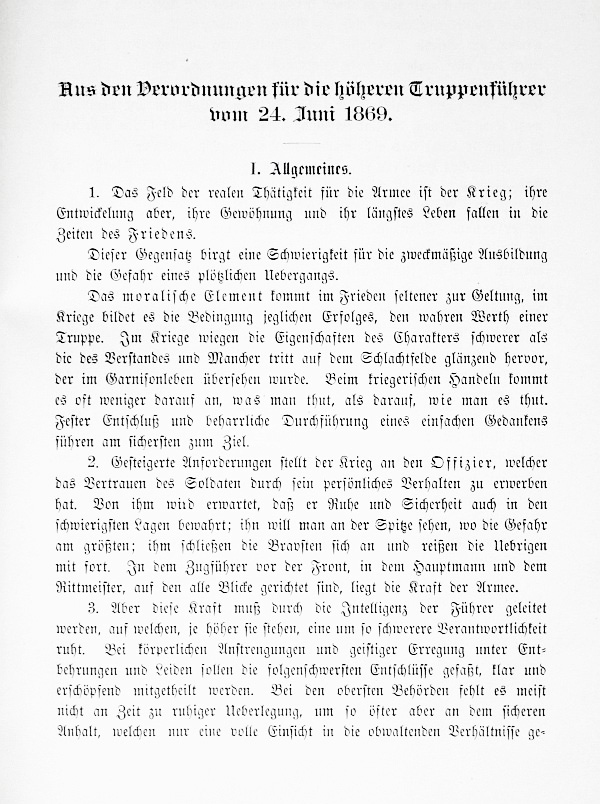
毛奇所著《1866年德意志战役》

与阐述规则体系的安托萬-亨利·若米尼不同，毛奇是克勞塞維茨的弟子，并将战略视为一种使手段适应目的的实用艺术。他根据时代的变化发展了拿破仑的方法，第一个意识到现代火器的强大防御力，并意识到包围攻击比试图刺穿敌人的企图更可怕。
他发展了克劳塞维茨的思想，声称“战争的目的是用武器执行政府的政策”。他强调战争的自主性。这带来了与奥托·冯·俾斯麦的冲突。毛奇的标志性战略之一，在他与俄罗斯和法国的所有战争计划中都可以看到，这就是所谓的攻守战略，即调动他的军队切断敌军的交通线，然后挖掘并击败敌人部队试图在防御行动中重建其通讯线路。
毛奇曾在包岑战役中思考过拿破仑的战术，当时皇帝从很远的地方调来内伊的军队，对付盟军的侧翼，而不是在战前将其与自己的部队联合起来；他也是从滑铁卢战役中盟军的联合行动中得出这个结论的。此外毛奇意识到，火力的增加降低了防御者分散部队的风险，而军队规模的增加使包抄机动更加实用。
与此同时，毛奇已经制定了军队行军和补给的条件。同一天，一条路只能移动一个军团；把两三个兵团放在一条路上，就不能在前线的战斗中利用后方的兵团。几个兵团紧挨着驻扎在一个小地方，一两天都吃不饱。因此他认为，他那个时代战略的精髓在于安排兵团分开行军，集中兵力作战。为了使一支庞大的军队易于管理，必须将其分解为单独的军队或军群，每个群都由一名指挥官授权，根据总司令关于其方向和目的的指示来规范其行动和行动。
毛奇还意识到，自1820年代以来军队规模的扩大使得对整个部队进行详细控制基本上是不可能的（就像拿破仑或威灵顿在战斗中所做的那样）。下属必须使用主动性和独立判断力才能使部队在战斗中发挥作用。因此，总体战役和战斗计划应鼓励并利用在任何情况下都必要的权力下放。在这个新概念中，要求远距离分遣队的指挥官在他们的决策中发挥主动性，冯毛奇强调了培养能够在高级指挥官意图范围内做到这一点的军官的好处。
他通过说明意图的指令而不是详细的命令来实现这一点，并且他愿意接受与指令的偏差，只要它在任务的总体框架内。冯·毛奇坚定地持有这一观点，它后来成为所有德国军事理论的基础，特别是对于野战手册（Truppenführung）的发展起到了重要作用。

### 普奧戰爭

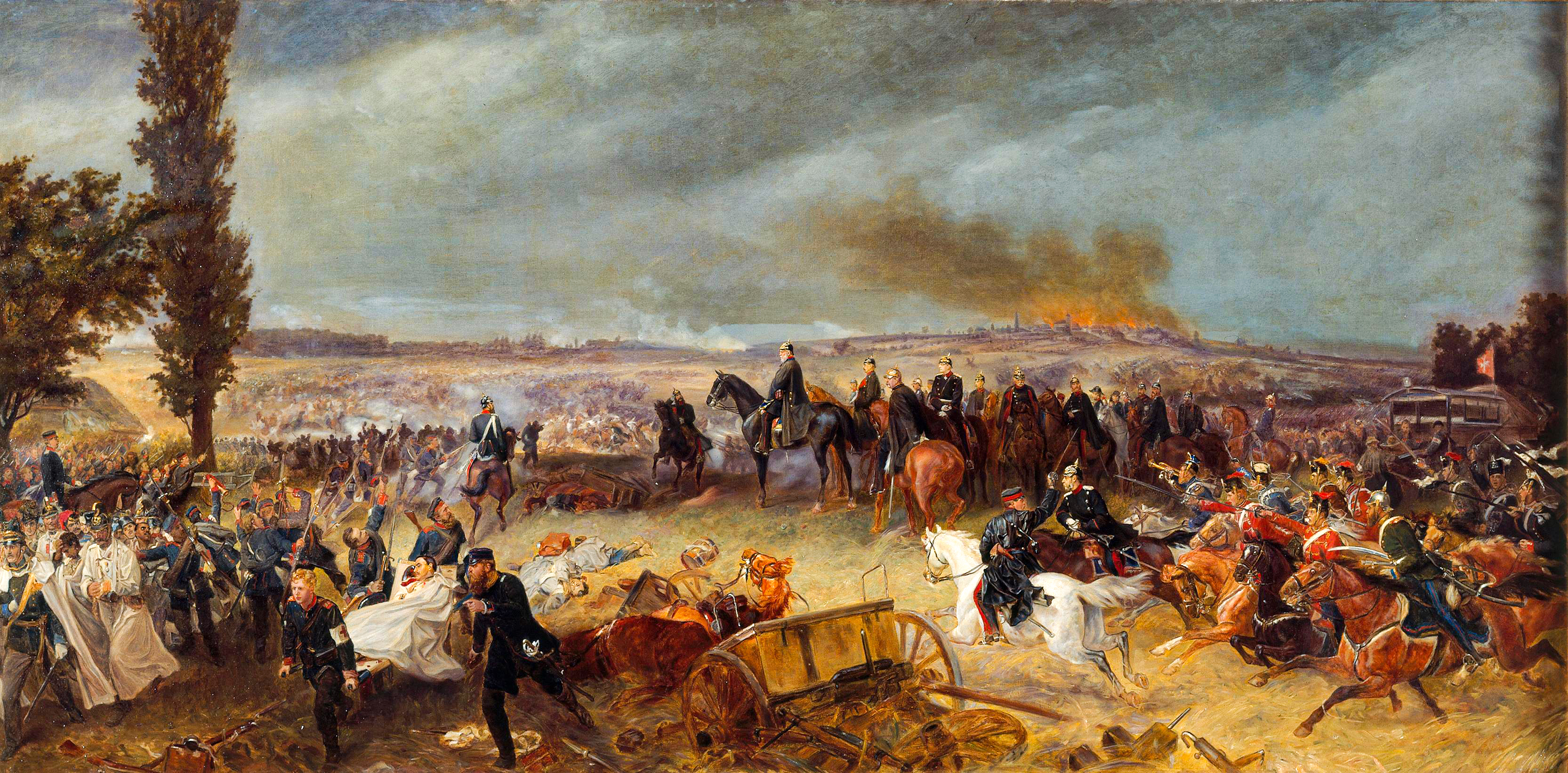
克尼格利茨戰役是普奥战争中决定性的一役，毛奇运用总参谋部的统合能力、铁路的运输优势以及先进的速射針槍，以自身损失2,000人为代价杀伤奥萨联军42,000人，彻底将奥地利击败并逐出了德意志邦联

毛奇在1866年的普奥战争期间策划并领导了成功的军事行动。在战争策略中，要点如下。首先，毛奇表现出专注的努力。反对普鲁士的敌军有两个集团：奧地利-薩克森联军，270,000人；以及他们的北德和南德盟军，大约有120,000人。普鲁士军队与之相比少了大约60,000人，但毛奇决心在决定性的时刻取得兵力优势。毛奇将普鲁士军队分为三个集团军；第1集团军、第2集团军和易北集团军。第1集团军由3个步兵军、1个由六个旅和300门火炮组成的骑兵军组成，在腓特烈·卡尔親王的指挥下聚集在格尔利茨附近。第2军由4个步兵军、1个骑兵师和336门火炮组成，在王储腓特烈·威廉领导下在尼斯附近。易北河集团军由3个师、2个骑兵旅和144门火炮组成，位于托尔高周围的营地，由冯·比滕费尔德将军指挥。除了三个野战集团军之外，还有三个师驻扎在阿尔托纳，由冯·曼托菲尔将军指挥，一个在明登，由冯·法肯斯坦将军指挥，一个在韦茨拉尔，由冯·拜尔将军指挥。准备进攻奥地利的3支集团军约有278,000人，只剩下48,000人来防御奥地利的德意志盟友。冯·法尔肯斯坦将军率领的48,000人在不到两周的时间内成功俘虏了汉诺威军队，然后攻击并驱散了其他南德军队。
在对付奥地利和薩克森军队时，困难在于首先要让普鲁士军队做好准备。这并不容易，因为国王要等到奥地利人之后才会动员起来。毛奇的铁路知识帮助他节省了时间。五条铁路线从普鲁士的各个省份通向南部边境的一系列地点。通过同时使用所有这些铁路，毛奇让他的所有军队同时从他们的和平区转移到边境。
进军萨克森后，萨克森军队撤退到波希米亚。毛奇有两支普鲁士集团军，相距约160公里。问题是如何将他们聚集在一起，以便在他们之间抓住奥地利军队，就像在滑铁卢战场上威灵顿和布吕歇尔之间的法国人一样。他决定将自己的两支军队联合起来，指挥他们各自向吉钦进军。1866年6月22日，毛奇告诉两位親王，吉钦（今捷克伊欽）是两军会合的理想地点。他预见到，王储的行军可能会让他与一部分奥地利军队发生冲突。弗里德里希·卡尔親王将第3师派往吉钦；但王储有100,000人，奥地利人不太可能拥有更强大的部队。当弗里德里希·卡尔指挥进一步的攻击，拉紧自己的补给线时，毛奇推断親王正试图独自占领布拉格。
奥地利军队在路德维希·冯·贝内德克的领导下，行军速度比毛奇预期的要快，可能会派4、5个军对抗腓特烈·卡爾親王；但贝内德克的注意力却集中在王储腓特烈·威廉身上，他的4个军，不在一个共同的指挥下，被普鲁士军队猛烈打击。7月1日，贝内德克将他动摇的部队集中到国王宫前的防御阵地。毛奇的两支军队现在彼此相距很短，也与敌人相距很短。7月3日，他们开始行动，第1集团军对抗奥地利军队，第2集团军对抗奥地利右翼。奥地利军队被彻底击败，战役和战争取得了胜利。
毛奇对柯尼格拉茨战役不太满意。他试图将易北河的普鲁士军队调到国王宫上空，以防止奥军撤退，但其指挥官未能及时赶到。他还试图阻止普鲁士第一军的进攻过于猛烈，希望这样可以让奥地利人保持原地不动，直到他们的撤退被王储的军队切断，但这也没有发生。在谈判期间，奥托·冯·俾斯麦反对国王吞并萨克森王国和其他超出实际占领的领土的愿望。他害怕法国的积极干预。然而如果法国人介入，毛奇有信心击败法国人和奥地利人，他向俾斯麦提交了他的计划，以防万一证明有必要对法国和奥地利开战。
和平结束后，普鲁士政府投票奖赏给毛奇30,000马克（相当于2016年约225,000美元），他用这笔钱购买了位于西里西亚省施魏德尼茨（今斯威德尼察）附近的克雷绍（今克日若瓦）庄园。
1867年出版了《1866年德意志战役》。这段历史是在毛奇亲自监督下产生的，在当时被认为是相当准确的。同年，毛奇作为保守党成员成为国会议员。他反复讨论军事问题。1868年12月24日，毛奇的妻子在柏林去世。她的遗体被埋葬在毛奇在克雷绍公园里作为陵墓建造的一个小教堂里。

### 普法战争

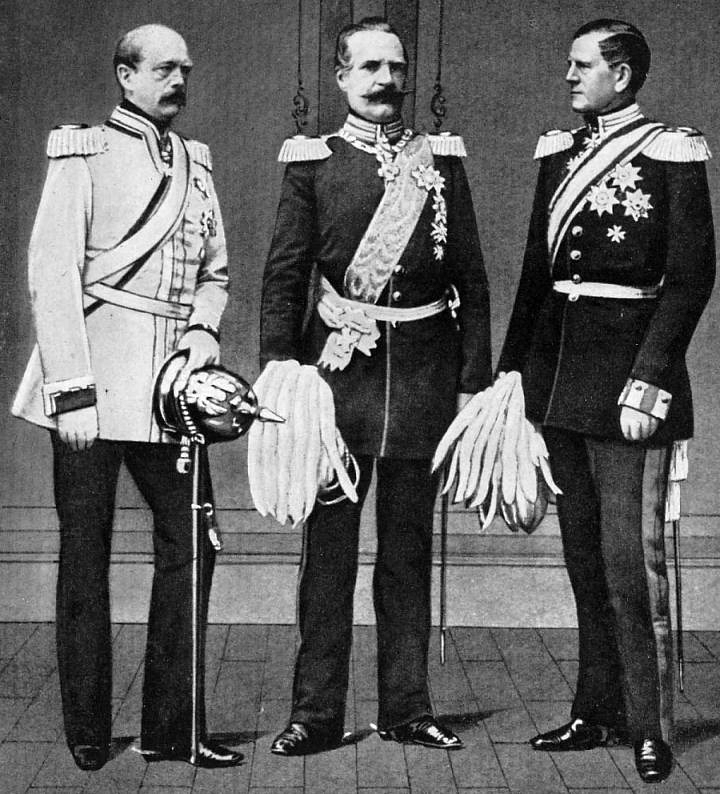
德意志統一事业的三架馬車: 羅恩、毛奇、俾斯麥

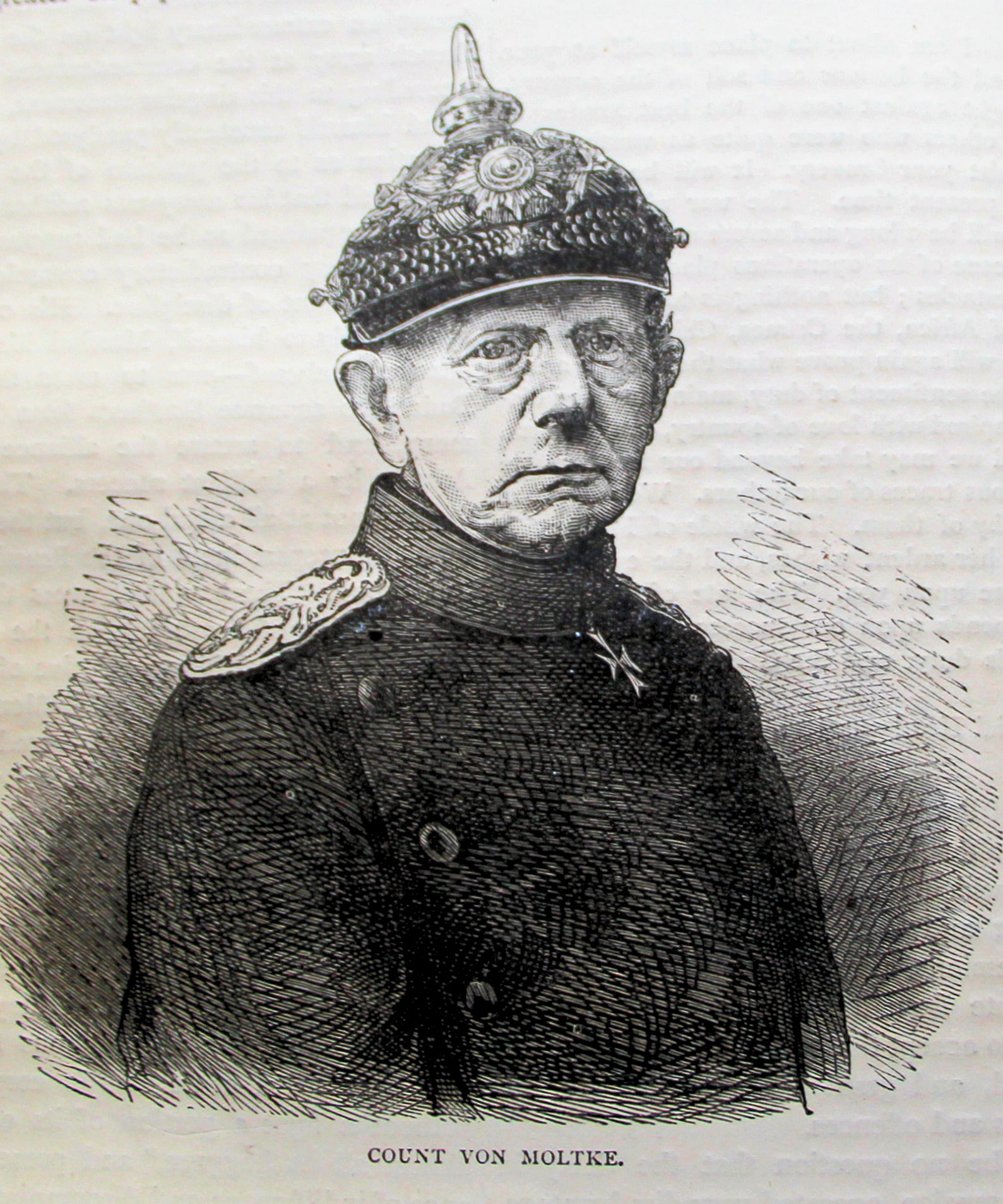
普法战争时期的毛奇

毛奇在普法战争中再次策划战争，并领导普鲁士军队，为1871年普鲁士领导的德意志帝国的建立铺平了道路。这场战争的各个方面几乎一直占据毛奇的注意力。1857;他死后发表的文件显示，他曾多次考虑过这样的战争，以及普鲁士或德国军队在这场战役中的最佳安排。铁路运输军队的安排每年都进行修订，以适应政治条件和军队发展以及普鲁士铁路系统的改进所带来的计划变化。
1866年的成功巩固了毛奇的地位，因此当1870年7月5日发布动员普鲁士和南德军队的命令时，他的计划毫无争议地获得通过。五天后，他被任命为战争期间陆军参谋长。这赋予了毛奇发出等同于王家命令的命令的权利。
毛奇的计划是在美因茨南部集结整个军队，这是一个单一军队可以保卫整个边境的地区。如果法国人不顾比利时和卢森堡的中立，向科隆（或莱茵河下游的任何其他地点）挺进，德国军队将能够在他们的侧翼发动攻击。与此同时，莱茵河本身以及科布伦茨、科隆和韦塞尔的堡垒将成为他们前进道路上的严重障碍。如果法国人试图入侵德国南部，那么德国人向莱茵河推进将威胁到他们的通讯。毛奇预计，法国人会因为铁路的走向而被迫在梅斯附近集结大部分军队，在斯特拉斯堡附近集结一小部分军队。
德国军队被分成三支集团军：第1集团军由冯·史坦因梅茨率领，共计6万人，在特里尔下方的摩泽尔河上；第2集团军由普鲁士的弗里德里希·卡尔親王领导，共计13万人在洪堡周围（他们身后有6万人的预备队）；第3集团军由王储腓特烈·威廉三世率领，共计13万人，第3被放置在在德国东部，以防奥匈帝国与法国共同行动。他于1870年4月17日将此情况报告给国王。

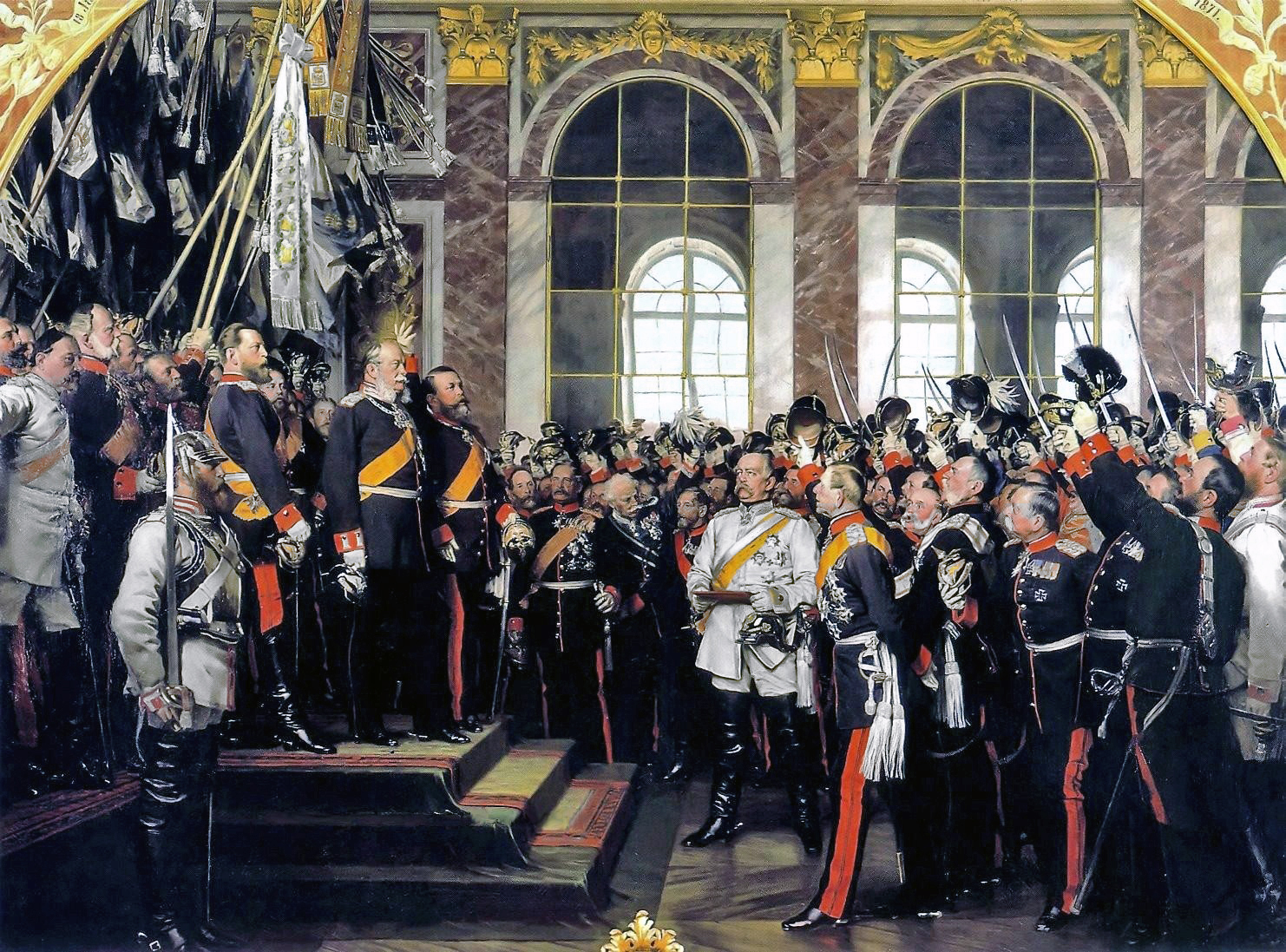
這幅名為《德意志帝國宣告成立》的繪畫由安東·馮·維爾納創作於1877年。俾斯麥為畫中衣着白色者，巴登大公立於威廉身後，領銜歡呼。時為儲君的腓特烈三世立於其父、正加冕皇帝的普魯士國王威廉一世右側，毛奇、羅恩、布盧門塔爾等人分列於後

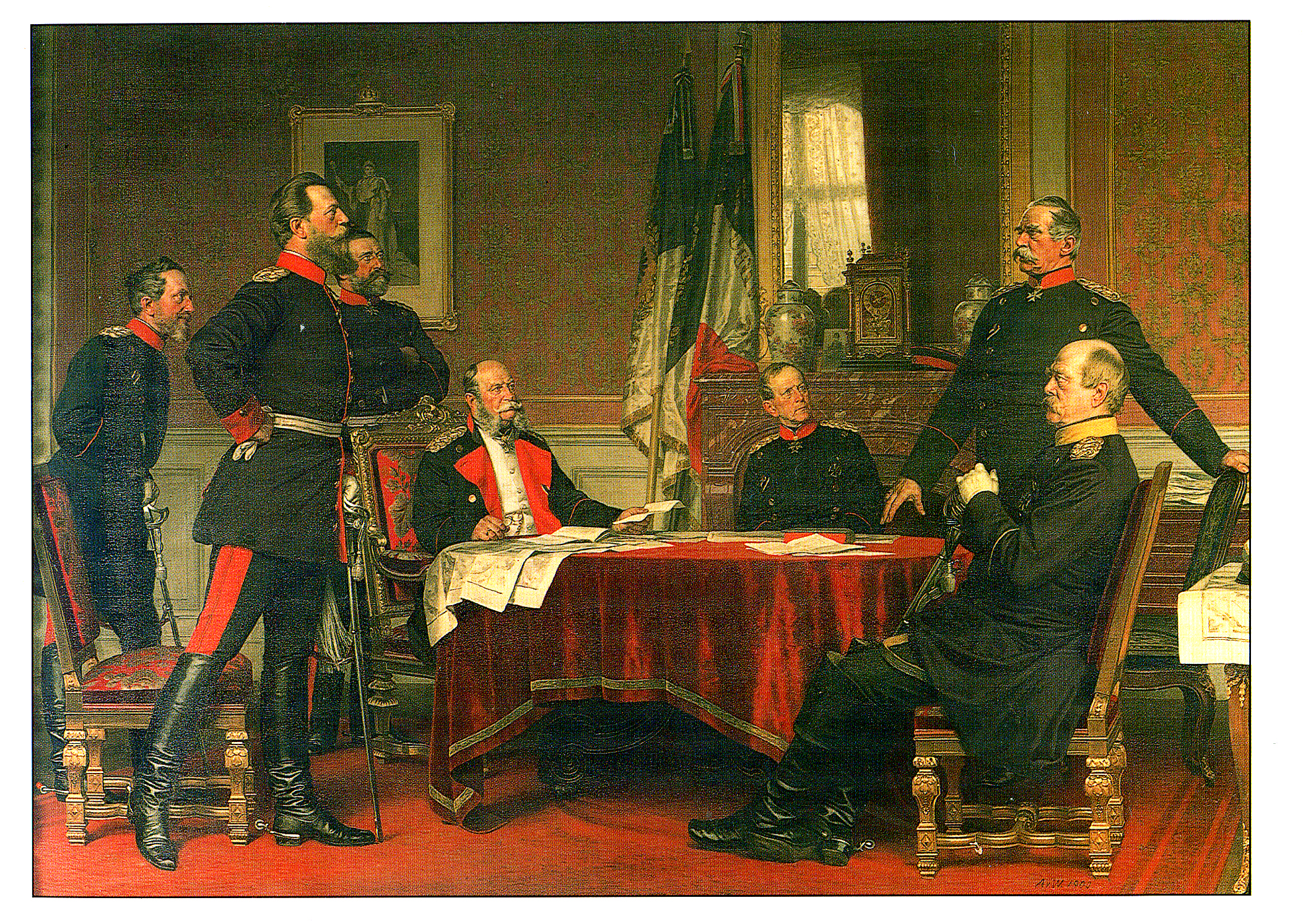
1870年末在凡尔赛的德意志联军总司令部，从左到右为第布盧門塔爾、腓特烈王储、冯·韦尔·迪·杜韦尔努瓦、威廉一世、毛奇、罗恩、俾斯麦

毛奇的计划是，三军一边推进，一边做一个右轮，这样右边的第1集团军到达梅斯对面的摩泽尔河岸边，2、3集团军推进，第3集团军击溃斯特拉斯堡附近的法国军队，第2集团军在蓬塔穆松附近袭击摩泽尔河的部队。如果发现法军出现在第2集团军前面，那么第2集团军将在正面进攻，而第1或第3集团军（或两者兼有）在侧翼进攻。如果在萨尔堡到吕内维尔的线或以北发现它，第2和第3集团军的合作仍然可以从两侧攻击它。大右轮的意图是攻击法国主要军队，将其向北推进并切断与巴黎的联系。梅斯要塞仅被监视，德军主力在击败法国主要军队后，将向巴黎进军。
该计划是按其大致轮廓进行的。沃尔特战役过早地进行，因此并没有导致麦克马洪的军队被俘虏，而这只是其意图，而只是导致其失败并仓促撤退至沙隆。斯皮切伦之战并非毛奇的意图，他希望将巴赞的军队保留在萨尔河上，直到他可以用第二军在前面，第一军在左翼进攻。但这些出人意料的胜利并没有让毛奇感到不安，他按照预定的计划向蓬穆松挺进，与第1和第2集团军越过摩泽尔河，然后面朝北转身，因此格拉维洛特战役的效果就是驱赶巴赞进入梅斯要塞，将他与巴黎隔绝。
没有什么比他决心在8月18日的格拉沃爾特战役中发动进攻更清楚地表明了毛奇的洞察力和目标的力量，当时其他战略家会认为，已经获得了战略胜利，战术上的胜利是不必要的。他被指责为格拉沃爾特战役的最后一次袭击，在这次袭击中损失惨重。但现在知道这次袭击是国王下令的，毛奇责备自己没有利用自己的影响力阻止它。
在战斗结束后的晚上，毛奇留下一支军队在梅斯押解巴赞，并与另外两支军队一起向巴黎进发，其中一支领先的更靠南，这样当麦克马洪的军队被发现时，主要的打击可能会从南和麦克马洪被驱赶到北。8月25日，人们发现麦克马洪正在向东北移动以救援巴赞。毛奇满足的那一刻由于他的信息的准确性，他命令德国纵队将他们的脸转向北而不是西。麦克马洪的右翼在试图越过默兹河时在博蒙特遭到袭击，他的前进必然被放弃，他的军队难以在色当集结。
在色当战役中，两支德国集团军包围了法国军队，法国军队于9月1日遭到多方攻击并被迫投降。毛奇随后继续向同样被包围的巴黎推进。从那时起，毛奇的战略就因其明智的武力节约而著称，因为他足够聪明，在他所掌握的手段上从不尝试更多可行的东西。梅斯和巴黎的投降只是时间问题，问题是在维持围城的同时，要能够抵御为提高巴黎围城而征召的新法国军队的攻击。梅斯围城战于10月27日以投降告终。 
1871年1月28日，德国和法国在凡尔赛达成停战协议，驻军成为俘虏，战争以普鲁士的大获全胜而宣告结束。

## 晚年歲月

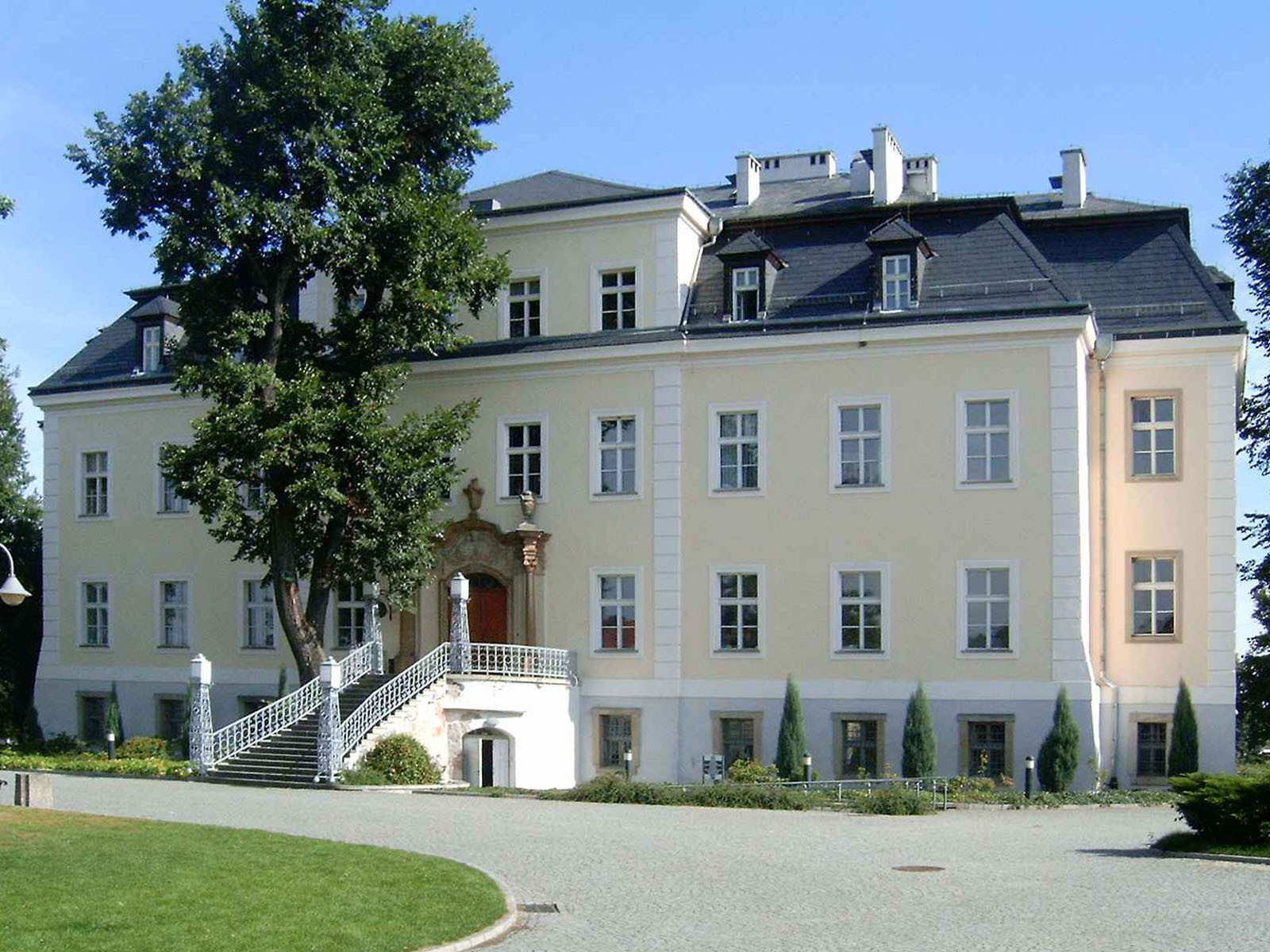
毛奇家族在克雷绍的庄园

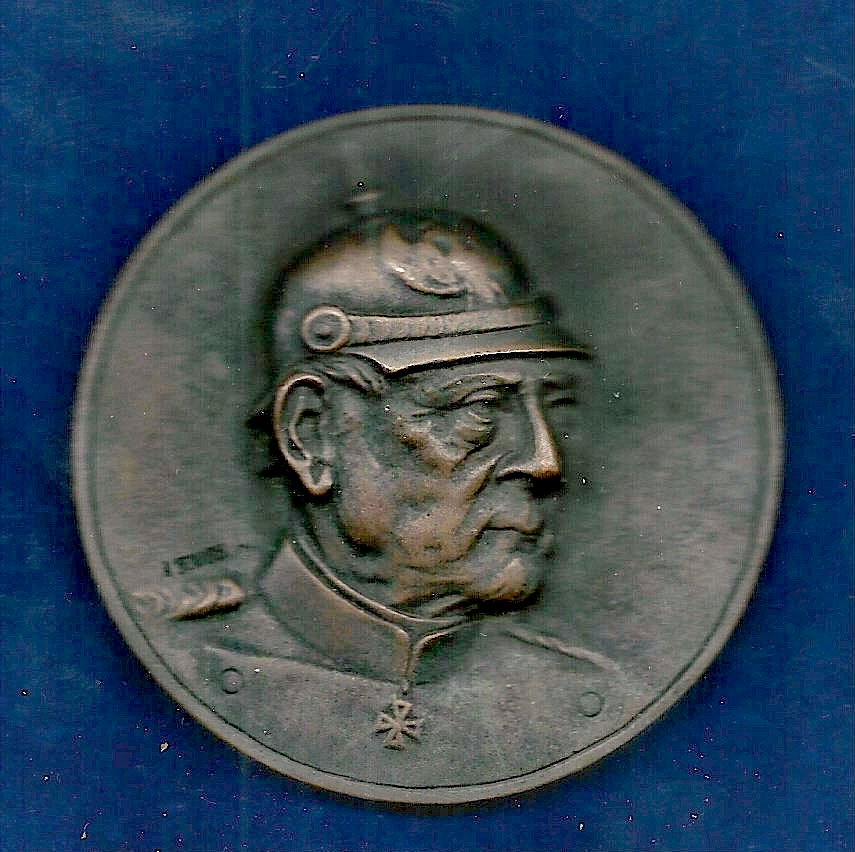
毛奇紀念幣

1870年10月，毛奇被封为伯爵，以表彰他在普法战争期间的服务和色当战役的胜利。1871年6月，他被提升为陆军元帅，并获得了一大笔奖金。他从1867年到1871年在北德意志邦联议会任职，从1871年到1891年，他是德意志帝國議會的成员。毛奇和俾斯麥被認為是1871年帝國統一的締造者，毛奇從軍事角度，俾斯麥從政治角度。儘管毛奇從1871年起就可以直接與德皇接觸，因此實際上有機會與總司令一起做出軍事決策，排除帝国议会和總理的影響，但他始終服從政治的首要地位，遵守俾斯麥的要求。1890年5月14日（俾斯麥被解職幾個月後），他以近90歲高龄参加了最后一次國會演講中，他警告歐洲可能將爆發新的戰爭，他說：
先生們，這可能是一場七年的戰爭，也可能是一場長達三十年的戰爭——誰先把導火索扔進火藥桶，誰就有禍了！
在他的监督下，德国总参谋部撰写了关于第二次意大利独立战争、第二次石勒苏益格战争、普奥战争和普法战争的研究报告。威廉一世于1874年5月24日授予毛奇文职奖章，以表彰毛奇的文化成就。毛奇监督了普法战争官方历史的准备工作，该战争由德国总参谋部于1874年至1881年间出版。战后他成为民族英雄和名人。19世纪末和20世纪初，德国各地竖立了50多座毛奇纪念碑。有些在第二次世界大战期间或之后被摧毁，但许多仍然存在。

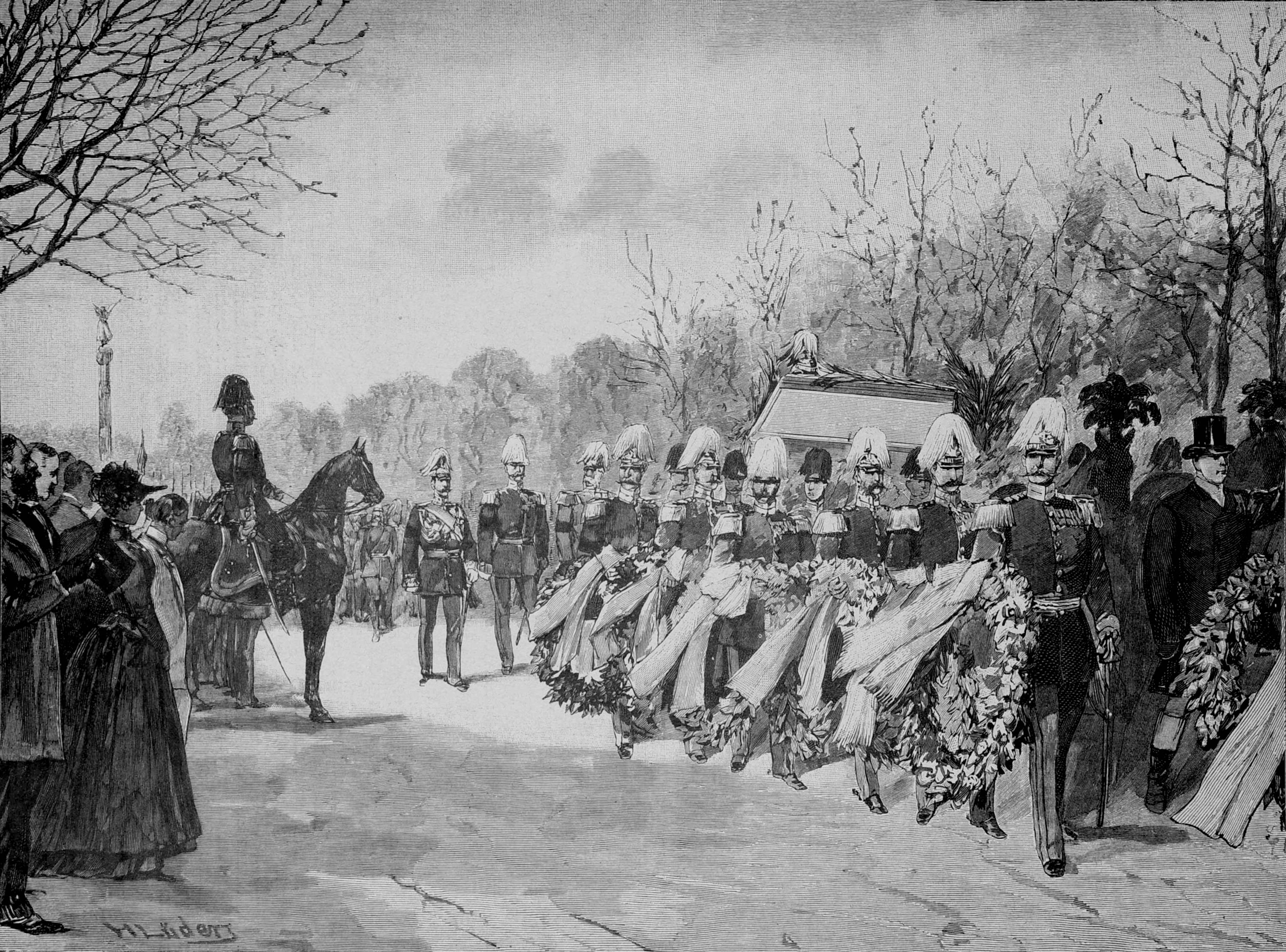
毛奇遗体送别仪式

1888年，毛奇以总参谋长的身份退休，他的继任者是阿尔弗雷德·冯·瓦德西。1888年8月9日，毛奇正式从现役退役。1890年10月26日，他的90岁生日被宣布为国定假日。1891年4月24日，陆军元帅赫尔穆特·冯·毛奇在柏林的家中因病去世。他死后被授予国葬的荣誉，他的遗体安葬在军事荣誉的包围下，成千上万的人表达了他们的敬意，其中包括德皇威廉二世，但是俾斯麦没有出席。由德皇率领的数千名士兵护送他的棺材到柏林的莱尔特火车站，然后运往西里西亚。
毛奇的遗体被安葬在克雷绍庄园的家族陵墓中，但在二战后克雷绍（Kreisau，现为克日佐瓦）被波兰占领后，他的陵墓遭到破壞，遗体被挖出，至今下落不明。

## 身後遺產

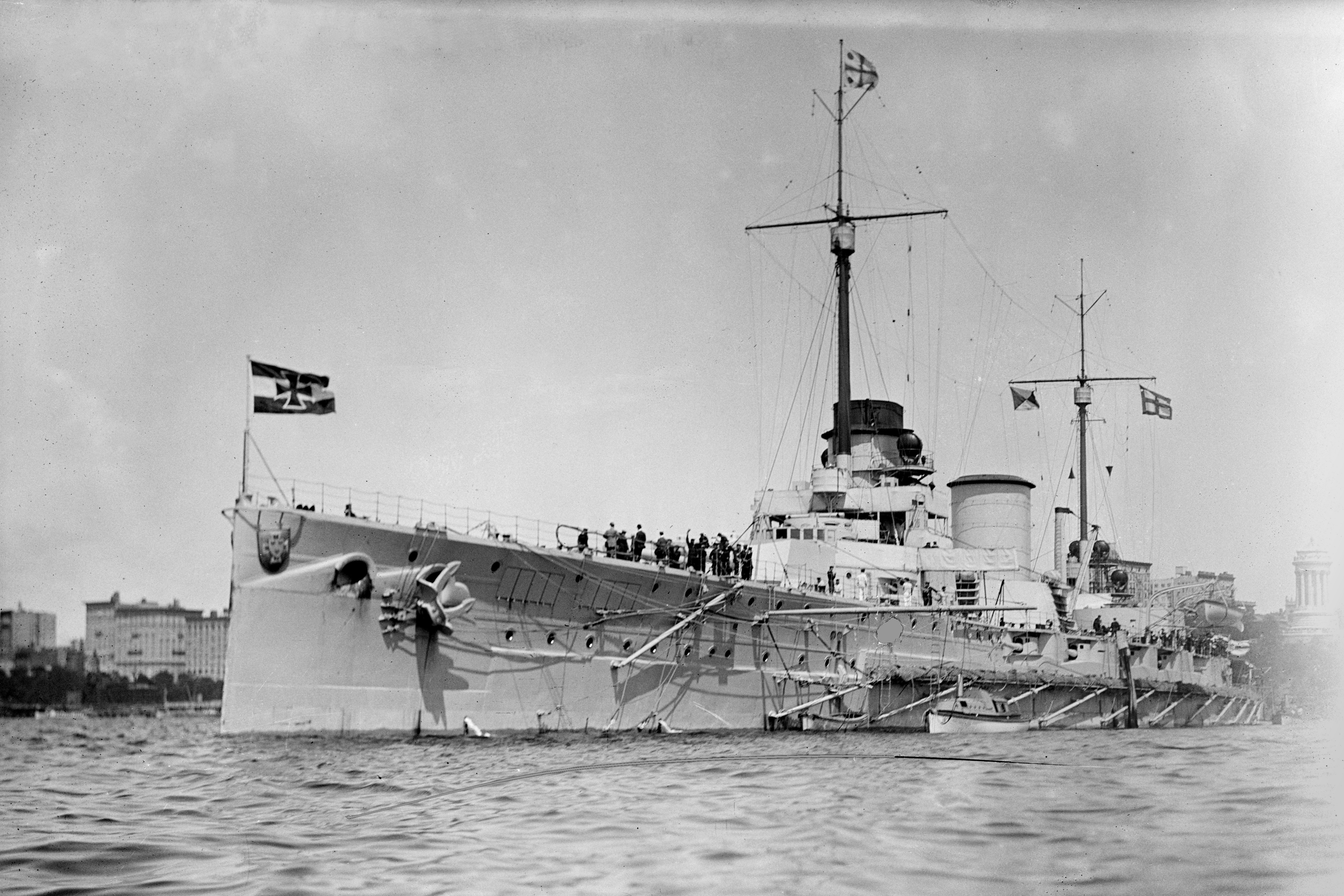
1912年的毛奇號大巡洋艦

毛奇上撰寫了一定數量的軍事理論著作。受卡爾·馮·克勞塞维茨《戰爭論》的影響，他的主要論題是軍事戰略必須被了解作为選擇系统。所以他考虑軍事领導主任務包括在所有可能的结果的廣泛準備。
為了纪念這位傑出的軍事家，1908年德國造艦計劃中的G號重巡洋艦（戰列巡洋艦）被命名為毛奇號巡洋艦。該级艦的另外一艘以普奥戰爭和普法戰爭中的普鲁士将軍奥古斯特·卡爾·馮·戈本（1816年—1880年）命名。另外，月球正面位於靜海西南部的一座小撞擊坑，於1935年被國際天文學聯合會批准接受命名為毛奇隕石坑（Moltke）。

### 聲音紀錄
1889年10月21日，赫爾穆特·馮·毛奇与阿德尔伯特·西奥多·万格曼录制了两份录音，阿德尔伯特·西奥多·万格曼是一位德国人，曾与托马斯爱迪生一起工作，并带着爱迪生新发明的圆筒留声机被送往欧洲。毛奇录制了莎士比亚的《哈姆雷特》第1幕第3场中的一句台词（“Dein Ohr leih Jedem, Wen’gen deine Stimme”–给每个人你的耳朵，但很少有人发出你的声音）和歌德的《浮士德》中的一段，这些录音直到1957年才再次出现，几十年后都无法辨认。2012年1月30日，它们被托马斯·爱迪生国家历史公园公布。毛奇制造的两个唱片圆筒是唯一已知的18世纪出生的人的录音。

## 生平年表

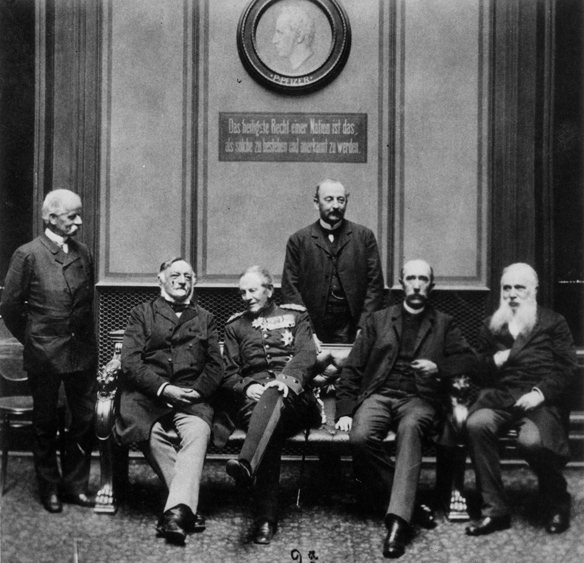
德國保守黨成立於1876年，是容克貴族階級的代表，在帝國內具有很大影響力。圖中是參加1889年德國保守黨黨團會議的主要成員（從左至右）：魯道夫·維希曼、奧托·馮·塞德維茨、赫爾穆特·馮·毛奇、康拉德·馮·克萊斯特、奧托·馮·海爾道夫-貝德拉和卡爾·古斯塔夫·阿克曼

### 經歷年表
- 普魯士陸軍第8近衛歩兵連隊所属（1822年3月19日-1823年）[8]
- 普魯士戰爭學院就讀（1823年-1826年）[8]
- 第5師学校教官（1827年-1828年）[9]
- 参謀本部陸地測量部勤務（1828年-1831年）[9]
- 参謀本部（1833年3月30日-）[10]
- 奧斯曼帝國考察（1836年6月8日-1839年9月）[11]
- 第4军参謀（1840年4月18日-1845年10月18日）[12]
- 副副官（1845年10月18日-1846年7月12日）[13]
- 第8军参謀（1846年12月24日-1848年5月16日）[14]
- 参謀本部战史課長（1848年5月16日-1848年8月22日）[15][16]
- 第4军参謀長（1848年8月22日-1855年9月1日）[16]
- 腓特烈皇太子副官（1855年9月1日-1858年10月29日）[17]
- 参謀总長代理（1857年10月29日-1858年9月18日）[18]
- 参謀总長（1858年9月18日-1888年8月10日）[19]
- 北德意志邦聯、德意志帝國議会議員（1867年4月-1891年4月24日）[20]
- 普魯士貴族院終身議員（1872年1月28日-1891年4月24日）[21]
- 国防委員会委員長（1888年8月10日-?）[22]

### 歷任官階
丹麥服役時期
- 1819年1月1日、少尉（Sekundløjtnan）)[23]

普魯士軍隊時期
- 1822年3月19日——少尉（Sekonde-Lieutenant)[23][24]
- 1833年3月30日——中尉（Premierlieutenant)[25][24]
- 1835年3月30日——大尉（Hauptmann)[26][24][27]
- 1842年4月12日——少校（Major)[28][29][24]
- 1850年9月26日——中校（Oberstleutnant)[30][24]
- 1851年12月2日——上校（Oberst)[30][24]
- 1856年8月9日——少将（Generalmajor)[31][24]
- 1859年5月31日——中将（Generalleutnant)[32][24]
- 1866年6月8日——步兵上将（General der Infanterie)[33][24]
- 1871年6月16日——元帥（Generalfeldmarschall)[34][24][35]

### 爵位勋章
- 功勳勋章（1839年12月27日)[36]
- 黑鷹勳章（1866年)[37]
- 1870年10月28日——伯爵（Graf)[37][38]
- 大铁十字勳章（1871年3月22日)[39]

### 文献
- . . 由野村美紀子翻译. 海鳴社. 1996年. ISBN 978-4875251705.
- 大橋武夫. . マネジメント社. 1984年. ISBN 978-4837801382.
- 片岡徹也 編. 戦略研究学会 , 编. . 芙蓉書房出版. 2002年. ISBN 978-4829503041.『軍事著作集』編訳・解説
- ヴァルター・ゲルリッツ. . 由守屋純翻译. 学研. 1998年. ISBN 978-4054009813.
- ハンス・フォン・ゼークト. . 由斎藤栄治翻译. 岩波書店. 1943年. ASIN B000JAPSRG.
- 柘植久慶. . 中公文庫. 中央公論社. 1995年. ISBN 978-4122024694.
- 前田靖一. . 彩流社. 2009年. ISBN 978-4779114199.
- 三宅正樹; 新谷卓; 中島浩貴; 石津朋之. . 彩流社. 2011年. ISBN 978-4779116575.
- ミウルレル. . 由中島真雄翻译. 兵林館. 1888年(明治21年).
- 望田幸男. . 教育社歴史新書. 1979年. ASIN B000J8DUZ0.
- 渡部昇一. . 祥伝社新書. 2009年. ISBN 978-4396111687.
- . ほるぷ出版. 1981年. ASIN B000J7VF4Y.
- Barry, Quintin. Moltke and His Generals: A Study in Leadership (Helion, 2015) online review （页面存档备份，存于）
- Bucholz, Arden. Moltke and the German Wars, 1864–1871, Palgrave Macmillan, 2001. ISBN 0-333-68757-4 1991.
- Bucholz, Arden. Moltke, Schlieffen and Prussian War Planning. Berg Publishers, 1991.
- Craig, Gordon. The Battle of Königgrätz. Lippincott, 1964.
- Coumbe, Arthur T. "Operational Control in the Franco-Prussian War," Parameters, Vol. 21, No. 2 (Summer 1991), pp. 295–307.
- Delbrück, Hans. "Moltke," in Delbrück's Modern Military History. University of Nebraska Press, 1997.
- Friedrich, Otto. Blood and Iron: From Bismarck to Hitler the Von Moltke Family's Impact on German History, 1st ed. New York: HarperCollins, 1995. ISBN 0-06-092767-4
- Holborn, Hajo. "The Prusso-German School: Moltke and the Rise of the General Staff," in Peter Paret, ed., Makers of Modern Strategy from Machiavelli to the Nuclear Age. Princeton University Press, 1986.
- Howard, Michael. The Franco-Prussian War. Collier Books, 1969.
- Macksey, Kenneth. From Triumph to Disaster: The Fatal Flaws of German Generalship from Moltke to Guderian. Mechanicsburg, Pennsylvania: Stackpole Books, 1996. ISBN 1-85367-244-0
- Mombauer, Annika. 2001. Helmuth von Moltke and the Origins of the First World War. （页面存档备份，存于） Cambridge University Press.
- Martin van Creveld. The Art of War: War and Military Thought, Cassell, London, 2000. ISBN 0-304-35264-0 (p. 109)
- Martin van Creveld. Supplying War: Logistics from Wallenstein to Patton, Cambridge University Press, Cambridge, 1977. ISBN 0-521-29793-1
- Rothenburg, Gunther E. "Moltke, Schlieffen and the Doctrine of Strategic Envelopment," in Peter Paret, ed., Makers of Modern Strategy from Machiavelli to the Nuclear Age. Princeton University Press, 1986.
- Vagts, Alfred. "Land and Sea Power in the Second German Reich." Journal of Military History 3.4 (1939): 210+ online （页面存档备份，存于）
- Wagner, Arthur Lockwood. . 1899. 本文含有此來源中屬於公有领域的内容。
- Wawro, Geoffrey. . Cambridge University Press. 1996.
- Hughes, Daniel. . Novato, California. 1993. ISBN 0-89141-575-0.
- Prussian General Staff. . 1872.
- Prussian General Staff.  I. 1876. |issue=被忽略 (帮助)
- Müller, Wilhelm. . 1879.

| 军职                                  | 军职                                        | 军职                        |
| ------------------------------------- | ------------------------------------------- | --------------------------- |
| 前任： 卡爾·弗里德里希·威廉·馮·赖赫爾 | 德軍總參謀長 1857年10月29日 - 1888年8月10日 | 繼任： 阿爾弗雷德·馮·瓦德西 |